# Henryk Pfau
Henryk Pfau (ur. 1823 w Czerniowcach, zm. 28 sierpnia 1883 w Karlsbadzie) – c.k. urzędnik samorządowy.

## Życiorys
Wstąpił do służby państwowej Cesarstwa Austrii na obszarze zaboru austriackiego. Od około 1845 był gubernialnym praktykantem konceptowym w c.k. Gubernium Krajowym Galicji i Lodomerii we Lwowie, a od około 1849 w tym charakterze był przydzielony do urzędu obwodowego we Lwowie. Następnie, od około 1852 do około 1854 był koncepistą gubernialnym przy c.k. Komisji Gubernialnej w Krakowie.
Był prowizorycznym komisarzem obwodowym, po czym w 1855 został mianowany komisarzem obwodowym drugiej klasy. W Szematyzmach Galicji z lat 1855-1860 Heinrich Pfau nie figurował.
Od około 1861 do około 1865 był naczelnikiem c. k. mieszanego urzędu powiatowego w Dombrowie. Potem, jako naczelnik obwodowy około 1865/1866 był przydzielony do C. K. Komisji Namiestnictwa w Krakowie, a jako naczelnik obwodowy 1 klasy około 1866/1867 pracował w c. k. urzędzie obwodu bialskiego w Białej.

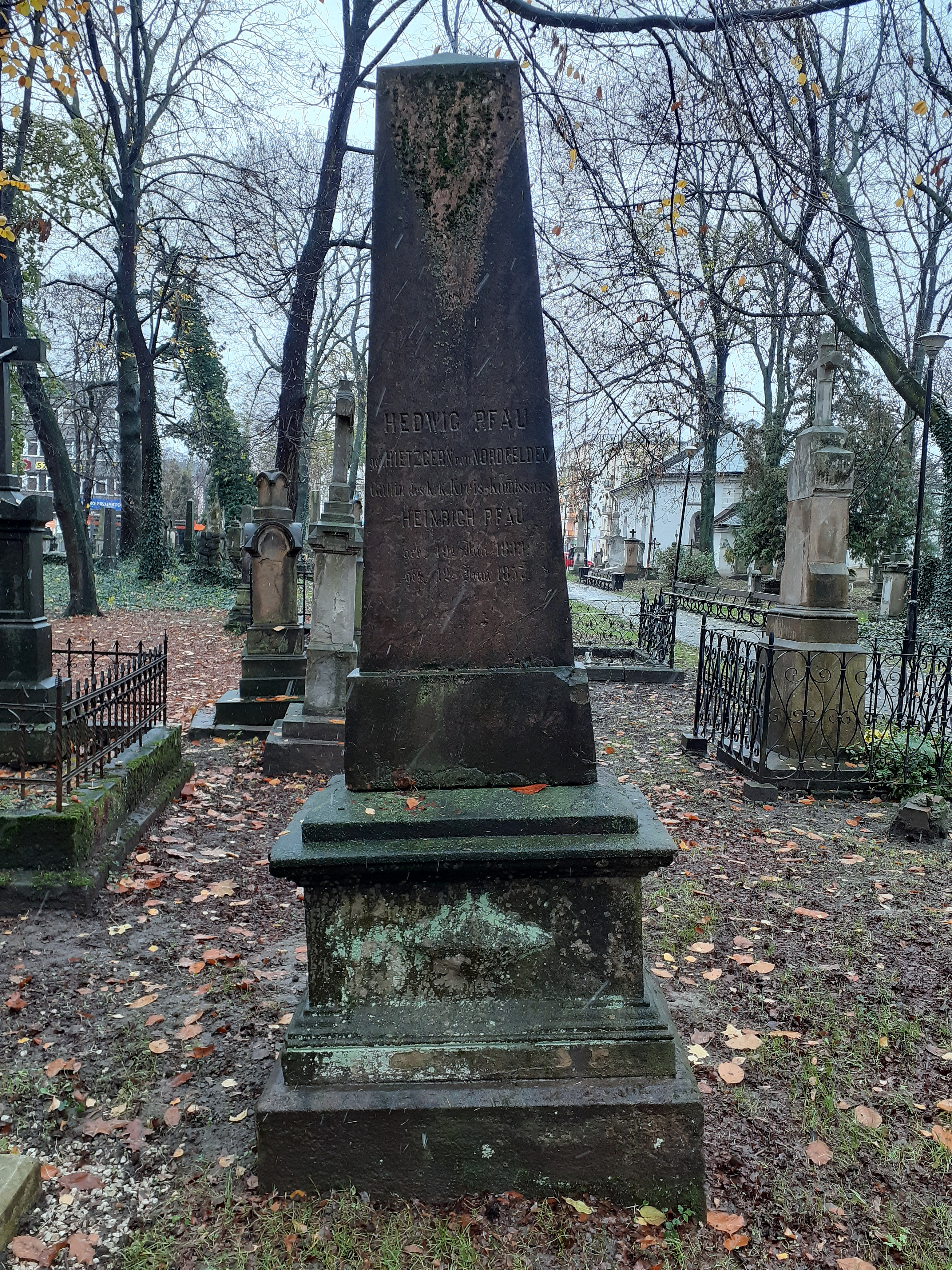
Nagrobek żony Hedwig na Starym Cmentarzu w Rzeszowie

Następnie, po nastaniu Austro-Węgier i przeprowadzeniu reformy administracyjnej autonomii galicyjskiej, od około 1867 do około 1869 był komisarzem obwodowym 1 klasy w urzędzie c. k. powiatu sanockiego w Sanoku. Od około 1869 do około 1872 sprawował urząd starosty c. k. powiatu krośnieńskiego. W tym okresie ok. 1870-1872 był prezydującym c.k. Powiatowej Komisji Szacunkowej w Krośnie. Od około 1869 do około 1883 piastował urząd starosty c.k. powiatu brzeskiego. Równolegle, od około 1872 do około 1883 był prezydującym C. K. Powiatowej Komisji Szacunkowej w Brzesku.
Otrzymał tytuły honorowego obywatelstwa miast Brzeska (około 1873), Wojnicza (około 1874), Czchowa (około 1875), Zakliczyna (około 1875).
Jego żona była Hedwig Hietzgern von Nordfelden (1833-1857), pochowana na Starym Cmentarzu w Rzeszowie. Mieli syna. Henryk Pfau zmarł 28 sierpnia 1883 w Karlsbadzie. Epitafium ku jego pamięci ustanowiono w kościele św. Jakuba Apostoła w Brzesku.